# Стольно (гміна)
Гміна Стольно (пол. Gmina Stolno) — сільська гміна у північній Польщі. Належить до Хелмінського повіту Куявсько-Поморського воєводства.
Станом на 31 грудня 2011 у гміні проживало 5173 особи.

## Площа
Згідно з даними за 2007 рік площа гміни становила 98.43 км², у тому числі:
- орні землі: 79.00%
- ліси: 13.00%

Таким чином, площа гміни становить 18.66% площі повіту.

## Населення
Станом на 31 грудня 2011:
| Опис     | Загалом | Загалом | Чоловіки | Чоловіки | Жінки | Жінки |
| -------- | ------- | ------- | -------- | -------- | ----- | ----- |
| одиниця  | осіб    | %       | осіб     | %        | осіб  | %     |
| все      | 5173    | 100     | 2626     | 50.76    | 2547  | 49.24 |
| міське   | 0       | 100     | 0        |          | 0     |       |
| сільське | 5173    | 100     | 2626     | 50.76    | 2547  | 49.24 |

## Сусідні гміни
Гміна Стольно межує з такими гмінами: Хелмно, Хелмно, Ґрудзьондз, Кієво-Крулевське, Лісево, Папово-Біскупе, Плужниця.